# 48 км (зупинний пункт)
48 кіломе́тр — пасажирський залізничний зупинний пункт Донецької дирекції Донецької залізниці.
Розташована на заході міста Шахтарськ, Шахтарська міська рада, Донецької області на лінії Торез — Іловайськ між станціями Постникове (4 км) та Сердите (4 км).
Через військову агресію Росії на сході України транспортне сполучення припинене.